# اونا ۱۶۰
سیارک ۱۶۰ (به انگلیسی: 160 Una) صد و شصتمین سیارک کشف شده‌است که در ۲۰ فوریه ۱۸۷۶ کشف شد.
قدر مطلق سیارک برابر ۹٫۰۸ است.